# Ernest Thorn
Ernest Arthur Thorne (Wandsworth, 17 juni 1887 - Taplow, 18 november 1968) was een Brits touwtrekker. 
Thorne won tijdens 1920 olympisch goud in Antwerpen, door alle drie de wedstrijden met twee tegen nul te winnen.
1900: Aabye, Schmidt, Winckler, Nilsson, Söderström, Staaf ·
1904: Olson, Johnson, Seiling, Magnusson, Flanagan ·
1908: Barrett, Goodfellow, Humphreys, Hirons, Ireton, Merriman, Mills, Shepherd ·
1912: Andersson, Bergman, Edman, Fredriksson, Gustafsson, Jonsson, Larsson, Lindström ·
1920: Canning, Holmes, Humphreys, Mills, Sewell, Shepherd, Stiff, Thorn